# Khalid Hamdaoui
Pour les articles homonymes, voir Hamdaoui.
Khalid Hamdaoui est un footballeur néerlandais né le 30 juillet 1981 à Amsterdam. Il évolue actuellement au Al Nasr Salalah, dans le sultanat d'Oman.